# Radosław Michalski
Radosław Michalski (Danzica, 26 settembre 1969) è un ex calciatore polacco, di ruolo centrocampista.

## Palmarès

### Club

#### Competizioni nazionali
- Campionato polacco: 3

Legia Varsavia: 1993-1994, 1994-1995
Widzew Łódź: 1996-1997
- Coppa di Polonia: 2

Legia Varsavia: 1993-1994, 1994-1995
- Supercoppa di Polonia: 1

Legia Varsavia: 1994
Widzew Łódź: 1996
- Campionato israeliano: 1

Maccabi Haifa: 2000-2001
- Campionato cipriota: 1

Apollōn Limassol: 2005-2006
- Coppa di Cipro: 2

Anorthōsis: 2001-2002, 2002-2003
- Supercoppa di Cipro: 1

Apollōn Limassol: 2006